# Suore della carità di San Carlo

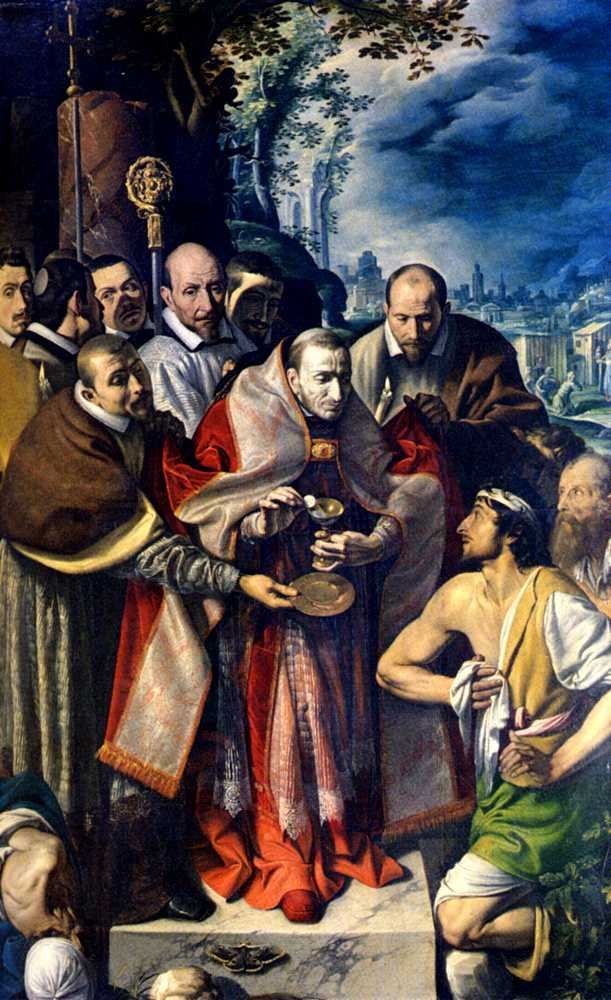
Carlo Borromeo, il santo titolare della congregazione, visita gli appestati: dipinto di Tanzio da Varallo

Le Suore della Carità di San Carlo, dette anche Borromeiane o Borromee (in francese Sœurs de la Charité de Saint-Charles de Nancy), sono un istituto religioso femminile di diritto pontificio.

## Storia
Nel 1652 il nobiluomo Emmanuel Chauvenel, signore di Xoudaille, per esaudire l'ultimo desiderio di suo figlio Joseph, morto di peste all'età di ventiquattro anni per curare i poveri, promosse l'apertura a Nancy di una casa di carità per accogliere gli ammalati rifiutati dagli ospedali: la gestione della casa, messa a disposizione da Carlo IV di Lorena e intitolata al santo di cui il duca portava il nome, venne affidata a una comunità di cinque suore.
Le sorelle, nel 1663, adottarono la regola elaborata da Francesco di Sales per le religiose della Visitazione (quella del 1613, che non prevedeva ancora la clausura). Il 15 settembre 1679 il vescovo di Toul Jacques de Fieux approvò le nuove costituzioni, elaborate per le suore da Epiphane Louys, abate premostratense di Étival.
La congregazione divenne di diritto pontificio il 4 febbraio 1859 e venne approvata definitivamente il 15 ottobre 1892.

## Attività e diffusione
L'apostolato specifico delle Suore della Carità di San Carlo è la visita e la cura ai poveri e ammalati a domicilio: gestiscono anche orfanotrofi e case di riposo per anziani.
Sono presenti in Belgio, Francia, Italia, Senegal: la sede generalizia è a Nancy.
Al 31 dicembre 2005 l'istituto contava 202 religiose in 23 case.

## La federazione
Dal nucleo originale di Nancy si staccarono, in tempi diversi, varie case aperte nei territori dell'Europa centrale che diedero origine a numerose congregazioni indipendenti: l'11 ottobre 1970 alcuni istituti decisero di federarsi.
La federazione, approvata dalla Santa Sede il 15 marzo 1974, comprende, oltre all'istituto di Nancy, sei congregazioni. Queste congregazioni hanno casa-madre a Treviri, Praga, Vienna, Trzebnica, Grafschaft e Mikołów.